# Esquí alpí als Jocs Olímpics d'hivern de 1948
Als Jocs Olímpics d'Hivern de 1948 celebrats a la ciutat de Sankt Moritz (Suïssa) es disputaren sis proves d'esquí alpí, sent la segona vegada que aquesta modalitat d'esquí formava part del programa dels Jocs Olímpics d'Hivern.
Es feren tres proves (descens, eslàlom i combinada alpina) en categoria masculina i tres més en categoria femenina entre els dies 2 i 5 de febrer de 1948 a les instal·lacions d'equí alpí de Sankt Moritz.
Els resultats d'aquestes proves foren considerats, així mateix, vàlids per al Campionat del Món d'esquí alpí.

## Resum de medalles

### Categoria masculina
| Prova             | Or             | Argent        | Bronze         |
| Descens detalls   | Henri Oreiller | Franz Gabl    | Rolf Olinger   |
| Descens detalls   | Henri Oreiller | Franz Gabl    | Karl Molitor   |
| Eslàlom detalls   | Edy Reinalter  | James Couttet | Henri Oreiller |
| Combinada detalls | Henri Oreiller | Karl Molitor  | James Couttet  |

### Categoria femenina
| Prova             | Or               | Argent           | Bronze          |
| Descens detalls   | Hedy Schlunegger | Trude Beiser     | Resi Hammerer   |
| Eslàlom detalls   | Gretchen Fraser  | Antoinette Meyer | Erika Mahringer |
| Combinada detalls | Trude Beiser     | Gretchen Fraser  | Erika Mahringer |

## Medaller
| Posició | País         | Or | Argent | Bronze | Total |
| 1       | Suïssa       | 2  | 2      | 2      | 6     |
| 2       | França       | 2  | 1      | 2      | 5     |
| 3       | Àustria      | 1  | 2      | 3      | 6     |
| 4       | Estats Units | 1  | 1      | 0      | 2     |
|         |              |    |        |        |       |
| Total   | Total        | 6  | 6      | 7      | 19    |